# 未来町内会
『未来町内会』（みらいちょうないかい）は、「週刊少年マガジン」に連載していた野中英次によるギャグ漫画作品。

## 概要
週刊少年マガジン2006年38号（同年8月23日発売）から2008年19号（同年4月9日発売）まで連載。全87話。サブタイトルは、TV番組のタイトルを引用、または微妙に改題したもので統一されている。
関口太郎登場以降に見られる、関口への地味な職を勧める田尻の台詞などは、野中作品に全般的に見られる「芸能界やスポーツでの成功」を描いたサクセスストーリーに対する、極めて現実的かつ説得力のあるアンチテーゼ（または茶々を入れるギャグ）ともいえる。当初は未来になってもさほど現代（連載当時）と変わっていないという設定だったが、隣町の那野町が一般的に思う未来の町に発展しており、未来町は取り残された全く発展していない町と言う設定になった。
前作ほどのヒットとまではいかず短期間で終了となった。

## あらすじ
2076年、東京にある未来町の町内会長になった電気店主人、田尻清が町を活性化するために奮闘する…はずが常に話はあさっての方向に脱線。救世主・関口太郎や、戦隊ヒーロー・ウチキリマンなどの未来町の人々の悩みなど奇妙な日常が繰り広げられる。

## 主な登場人物

### 田尻家
田尻 清（たじり きよし）
本作の主人公。有限会社田尻電機社長、後にコンビニで店員をしていたことが判明。「社員0の会社の社長」という立場のため、ネクタイをしめたサラリーマンに嫉妬している。成り行きからか、未来町の町内会会長へ就任することになり、町内をより良くすることに意欲を燃やす。数多くの画期的な（はずの）電気製品の発明者であるとともに、未来町内会のオリジナル球技「タジリザルボール」の考案者でもあるが、後に海外にも「スティーブンザルボール」（ルールは違う）なる物が存在している事が判明する。就寝時はナイトキャップをかぶる。なお、彼の家族は後記の通り全員が年齢を紹介されているにもかかわらず、主人公であるはずの彼自身はなぜか最後まで年齢不明のままであった。
田尻 菊江（たじり きくえ）
清の妻（37歳）。夫が子供に変なことを教えようとするので釘を刺すが、結局流してしまう。
田尻 春彦（たじり はるひこ）
清の長男（12歳）。父親の行動や言動に対して突っ込みを入れることが多い。年相応にワガママだが父よりは常識人。
田尻 良江（たじり よしえ）
清の長女（10歳）。いつもストローでドリンクをすすっている。

### 未来町の人々
山崎（やまざき）
未来町町内会の副会長。
大谷 紳二郎（おおたに しんじろう）
町内会役員で喫茶店「ブラック・サバス」副店長。額のホクロが特徴。基本は突っ込み役だが、町内会で唯一まともな存在ともいえる。
舟木（ふなき）
刑事。未来町内会メンバーでザルボールの審判員を勤める。セキグチタローの格闘センスを見抜く。
小島 正俊（こじま まさとし）
講談大学の2年生。セキグチと同時に町内会に入っており、田尻電機でいっしょにアルバイトすることもある。ザルボールではフォワード。
一発ギャグ「アジャぽ〜!」が持ちネタの芸人志望だが、お笑いの素質は関口の方があるらしい。そのお笑いに対するこだわりは魁!!クロマティ高校の山口を髣髴とさせる。また、プロレスへのこだわりも深く、セキグチとはプロレス談義で盛りあがる仲でもある。最近では、セキグチの漫画家デビューに劣等感を抱き、巻末コメントの原作者になった。小鳥や豆腐が好き。

### 救世主関係
関口太郎（セキグチタロウ/セキグチタロー）
世紀末の時代からタイムスリップしてきた救世主。「関口流破壊拳」の使い手だが、この世界においては全く役に立っておらず、田尻電機でアルバイト中。田尻からは電機屋の資格を取ることを勧められ、小島からは芸人の道を歩むことを勧められていたが、当の本人は電気屋に見切りをつけ漫画家になりたいらしい。それを聞いた小島の提案で誌上での巻末コメントを書く漫画家にと間違った方向に移行している。
髪型はアフロヘアーだが、実はカツラ。火事の時には水を運ぶバケツ代わりにもなる便利な一品。風で飛ばされたり、寝癖がついたりすることもある。
TAKURO（たくろー）
関口を殺そうとした「Z団」のリーダー。回想シーンにのみ登場。舟木刑事とそっくり。
タケノウチ
関口の敵で魔王。回想シーンにのみ登場。人OSにそっくり。
名前は連載時のアオリのみで、単行本では未表記。
オノヤスシ
関口の敵で回想シーンにのみ登場。詳細不明。
兄者（あにじゃ）
関口の兄。マッドドリフターズのリーダーらしい。劇中未登場。

### その他
アレックス
黒人男性。野球に極めてよく似た球技「スティーブンザルボール」の考案者。なぜ球技名が「アレックスザルボール」にならなかったのかを日本語で説明するのは非常に難しいので、結局その理由は不明。
熊とネコが合わさったヤツ（くまとねこがあわさったやつ）
田尻が子供達を連れてペットショップにペットを買いに行った際、春彦は熊を、良江は猫が欲しいと言い争いになった時に、ふと現れた謎の生物。胴体は熊を思わせるが、顔は熊と猫が混じったような容貌をしている。価格は二万五千円。着ぐるみを着た人間にしか見えない。人語を解したり、犬にかまれて日本語で悲鳴を上げるなど、「果たして本当に動物なのだろうか」という疑問が田尻親子たちから離れなかった。結局買わなかった模様。
鬼山（おにやま）
未来町を乗っ取ろうと企てている地上げ屋のボスで、冷酷非道な男……のはずだが、結構間の抜けた所がある。容姿が「クロ高」の藤本に似ている。部下が数名いる。敵対する町内会会長の田尻と、親切なふりをして事務所に詐欺まがいの営業手口で出入りする田尻電器の社員が同一人物であることに、全く気付こうとしない。
ギリギリ戦隊 ウチキリマン
戦隊ヒーロー。実際に登場するのは「未来動物公園」でヒーローショーを演じる下積みの役者達で、レッド隊長を筆頭に、イエロー、「クロ高」林田慎二郎似のイカ怪人役の林田、戦闘員A役で口ヒゲありの河野コウゾウ、メンバーの中で唯一、一般企業に就職を志望中の戦闘員B役の学生アルバイトの桑田、新たに加わったボツ大佐役の大田桐、正体不明の怪人宮田、いつの間にか控え室に居座ってメンバーを悩ませる謎のゴリラなどがいる。チームワークはあまり良くないが、ヒーローショーを大胆にホームドラマにアレンジして大入り盛況にしたこともある。
越中次郎（こしなか じろう）
K社の漫画編集者、少年漫画切っての敏腕編集者。関口から巻末コメントのみを持ち込まれ困惑する。ちなみに本人は巻末コメントの無い漫画の担当から巻末コメントがある『少年漫画人』の権田担当にされる。多少自分には負けない自信がある。
権田泰三（ごんだ たいぞう）
K社『少年漫画人』に漫画を描いている人気漫画家。巻末コメントが嫌いだが、関口と小島が巻末コメントを引き受けることにより、『少年漫画人』に連載をする。結構堅い性格。
のなーえいじ
野中英次本人の作中における分身。「クロ高」単行本内で掲載していた「ラブのな」を本編内で復活し登場。
斉藤（さいとう）
未来町3町目辺りに住む謎の人物。髷をしている。若い頃は酒と博打に溺れた暮らしぶりだったらしいが、度々借金をしていたバイト先の先輩の長谷川の心の広さに感銘を受け、“平田教”という新興宗教団体を立ち上げ、彼はその教祖を名乗っている。しかし、“平田教”の名前の由来については、彼自身は何の説明もしておらず、真相は謎のままである。
井上（いのうえ）
平田教信者の中学生。文武両道で容姿端麗、そのうえ周囲からも慕われている。しかし、それゆえに周囲からは苦労知らずと見られ、彼が「幸せ」について他人に語ろうとしても説得力がないと評されてしまう。彼が平田教に入信した経緯は、作中では明らかにされていない。
坂井正明（さかい まさあき）
井上に誘われて平田教に連れてこられた同級生。成績は並。中学生には見えないほどのいかつい老け顔。内心斉藤を疑っているが、押しの弱い物腰のため踏み込んだ問答に至れず、一人苦悩を抱え込む。
ガイガーマスク
激日本プロレス所属でGWGP王者。斉藤が見たという神ではないかと疑われる。
本田（ほんだ）
悪役レスラー。リング上やインタビュアーに対しては横暴な態度で接するが、控え室では腰が低い。

### 機械
人OS以外は田尻の発明品である。
人OS（ひとおーえす）
最新型（2076年版）のOS。人工知能を持っていて会話が出来る。パソコン内に住んでいるという設定らしく、パソコンの機能は全て彼がやけに人間臭く生活臭の漂う方法で操作する。何故か途中から現実世界にも出現した。顔が怖く、一見野中作品に登場する柄の悪いデブキャラである魁!!クロマティ高校の竹之内豊を思わせるが、物腰は意外に丁寧。腰痛と便秘で寝込んだりと、故障することもある。
地球温暖化防止装置（ちきゅうおんだんかぼうしそうち）
円筒形をした外見はどう見ても魁!!クロマティ高校のメカ沢に口をつけただけのロボット。口から涼しい風を噴出するが、それと同時に背中から熱風を吹き出す。最終的には世界中をこの装置とダクトでつなぎ、熱風はシベリアなど寒い地方の人を暖めるために送るという、世界の誰もが快適に過ごせる夢の装置らしい。ただのエアコンだろ、と大谷からツッコまれた。
悩みを和らげてくれるロボット（なやみをやわらげてくれるろぼっと）
地球温暖化防止装置のエアコン機能を残しつつ、その外見を流用して開発されたロボット。スイッチを押すと悩んでいる人に歩み寄り、肩を叩きタメ口で慰めの言葉をかけてくれる。あくまでも「悩みを和らげてくれるだけ」で、悩みを解決してくれるわけではない（というコンセプトらしい）が、状況を自分で判断して電話で出前を頼むなど、実は高度な性能を発揮して周囲を驚かせている。
新型の暖房機（しんがたのだんぼうき）
これもまた地球温暖化防止装置と同じ外見をしている。電気製品というより、着ぐるみの様に中に人間が入って温まるという代物。どうやって人間が入るのかは謎である。中は相当暑いらしい。
「そこそこくん」
新型の電子レンジ。電子レンジを使う際に、つい誰もがやりがちな温め過ぎを防止するため、温めた後に冷ましてくれる機能を持つ。冷めたシチューを入れると、冷めたシチューが味わえるという、非常に画期的な製品。
電動チャック式スーツ

タジリクロック

速い電気自動車（はやいでんきじどうしゃ）
排気ガスや騒音がなく、驚異的なスピードを出す夢の車。しかし、音がないと逆に歩行者が車に気付かず危険ということで、様々な音を試した末、最終的に選挙カーの音で田尻を選挙に当選させてしまう。

## 単行本
- 野中英次『未来町内会』 講談社《講談社コミックス》、全4巻
  1. 2007年1月17日 ISBN 978-4-06-363784-7
  2. 2007年6月15日 ISBN 978-4-06-363847-9
  3. 2007年12月17日 ISBN 978-4-06-363934-6
  4. 2008年5月16日 ISBN 978-4-06-363990-2